# Anurostreptus alienus
Anurostreptus alienus är en mångfotingart som först beskrevs av Carl Graf Attems 1936.  Anurostreptus alienus ingår i släktet Anurostreptus och familjen Harpagophoridae. Inga underarter finns listade i Catalogue of Life.